# Erg Chebbi

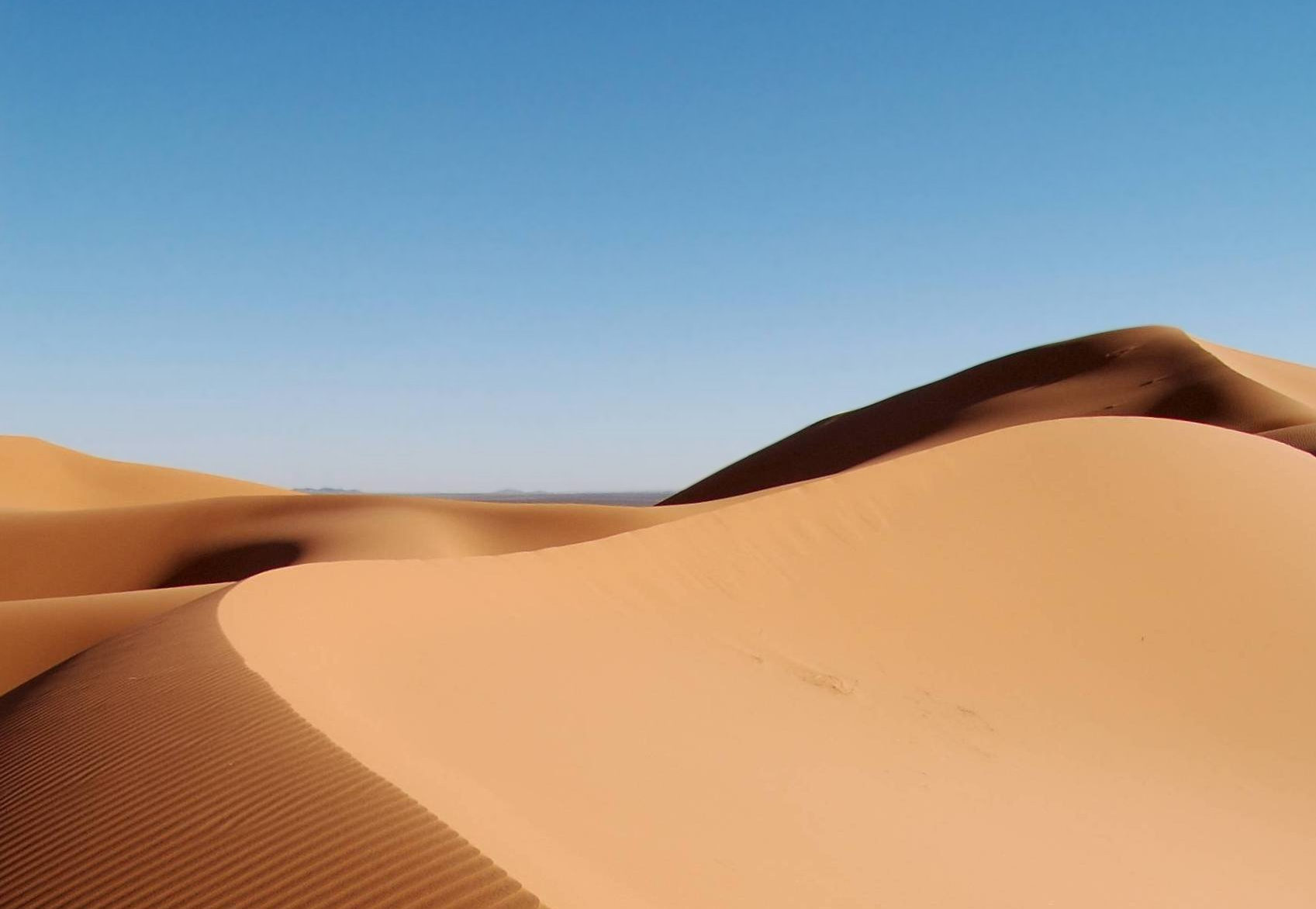
Erg Chebbi

De Erg Chebbi (Arabisch: عرق الشبي, DIN: irq aš-šabbī) is een woestijngebied in het oosten van Marokko. Het is een van de twee ergs (duingebied) die het land rijk is.
Het gebied meet zo'n 25 km van noord naar zuid en op het breedste stuk 8 kilometer van oost naar west. De zandduinen kunnen een hoogte van 150 meter bereiken.

## Toerisme
Vanuit de nabijgelegen stad Merzouga kunnen toeristen op een kameel de erg intrekken om hier de nacht door te brengen. Ze kamperen dan ver genoeg van de bewoonde wereld om helemaal in de stilte te kamperen. Tijdens de warmste zomermaanden komen mensen hier ook heen om zich steeds een paar minuten tot aan de nek in het zand te laten begraven. Dit wordt in Marokko gezien als een middel tegen reuma.

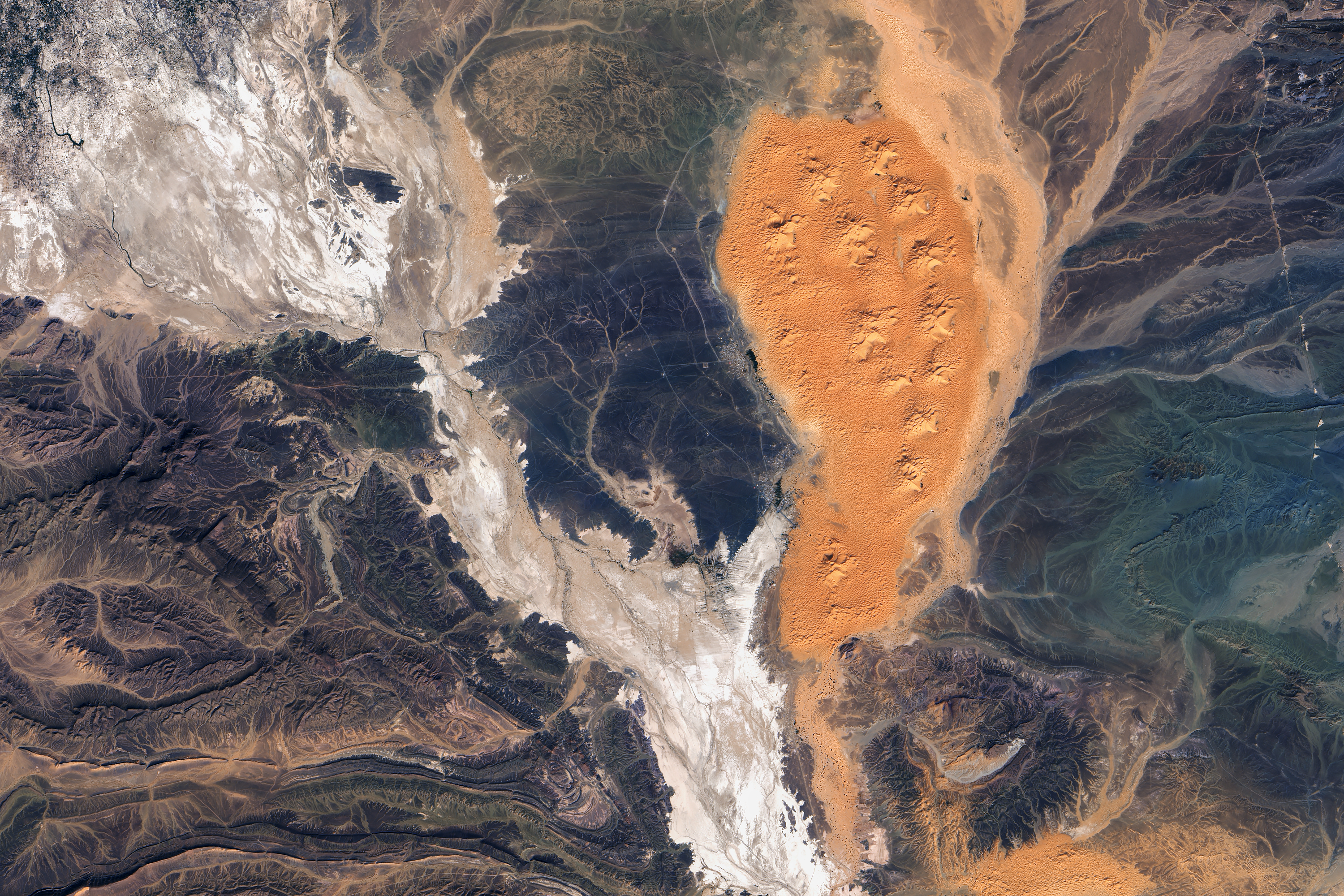
Erg Chebbi  vanuit de ruimte
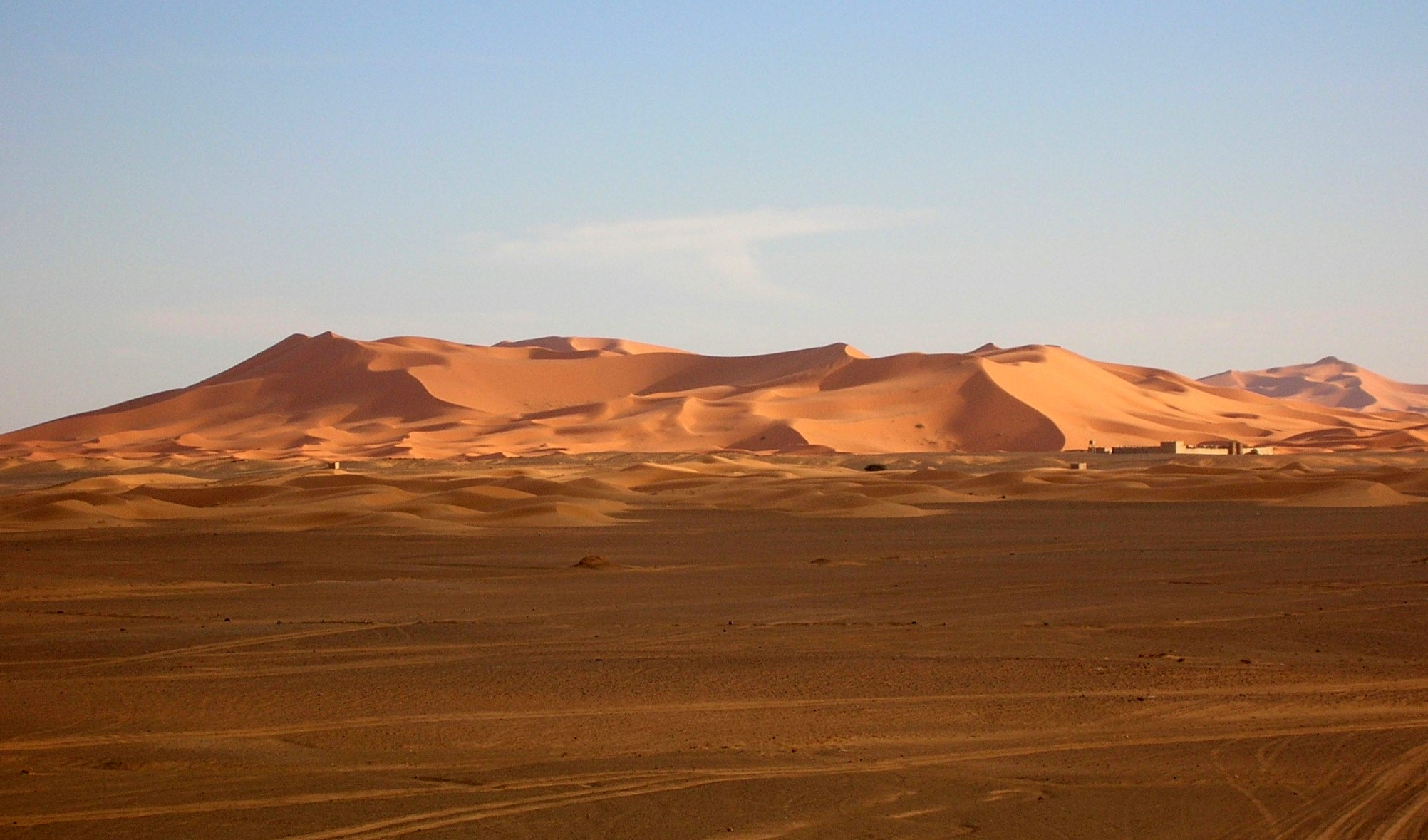
Erg Chebbi gezien vanuit Merzouga
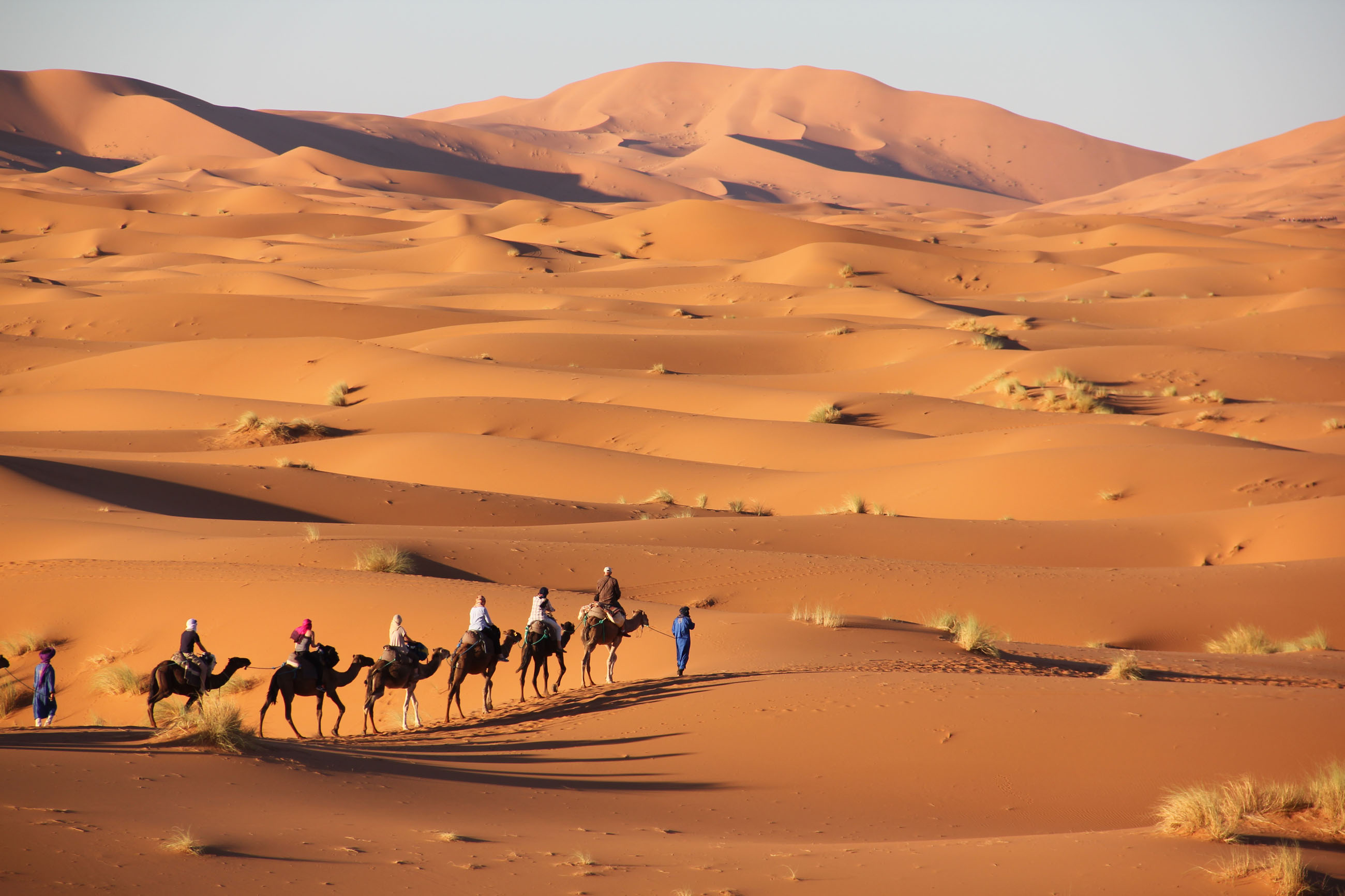
Toeristen in de Erg Chebbi
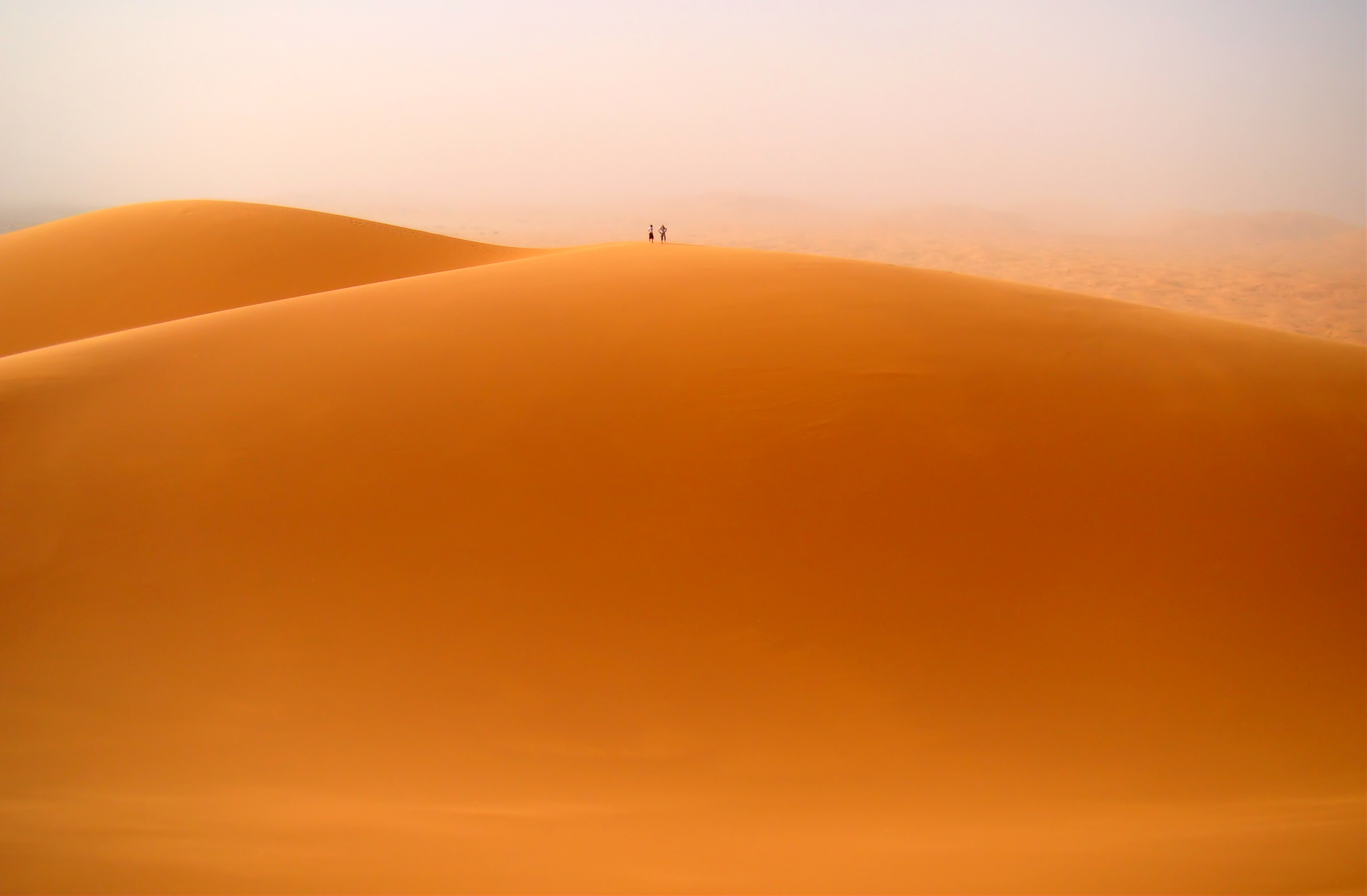
Twee mensen op de top van een duin